# バールバール村 (バーレーン)
バールバール村（バールバールむら）は、バーレーン王国の北西部、北部州に位置しており、神殿群及び、古代ディルムン文明におけるバールバール人の宗教神殿があった。
バールバール神殿群うちの三つの神殿は前2300-1800年に建設された。青銅器時代と鉄器時代 に栄えた第二の都市が、1954年ジェフリー・ビービー率いるによるデンマーク隊の発掘調査により出土した。大神殿の下には、より古く小さな神殿も見つかった。大神殿は、年月を経てそれぞれの神殿の上に建設されたものである。主神殿は中庭をもち、そこに面した各部屋や神聖な井戸と祭壇が配置されており、銅製の雄牛の頭部や大理石製の瓶、銅製の道具、Chalskakin製の印章が見つかっている。井戸は神聖なる井戸で、神殿の人々がこの神殿の水神であるLankan神に顕現に捧げたものと考えられる。

## 村名の由来
村名の由来は二説ある:
第一説: 単語の二つの音節バール・バールはペルシア語で、沿岸警備を意味する。第二説：現代の考古学的・言語学的居住地にちなむもので、その名称の由来はアッカド語の単語、太陽のバール神殿（J-Babar (e-babbar) Temple）に因むものとする説。これは、アッカド人の神シャマシュ崇拝の崇拝がどの地域でも見られたことを意味している。

## 村の歴史
古代においてこの地域の人々は、農業と漁業を営んでおり、それぞれ別の区画に居住していた。現在この地域に住む多数の男性は、 バーレーンのBAPCO石油会社で働き、彼らは村を、Smoke山の近くにあるため、山の名前で呼んでいる。現在そこで働く人々は多様な教育・商業・サービス業に従事していて、更に農業や漁業のような伝統的職業にも従事している人々は6060人の人口のうち、2000人にものぼる。
1969年に最初の正規の学校（男子生徒のみ対象）が村に作られ、そこは現在少女のためのバールバール小学校（Barbar Primary School）となっている。1972年に最初の女生徒のためのJidhafs Primary Schoolに少女世代最初の一団が送り込まれた。両親達の間では、女性に対する教育について非常に厳しい制限があったが、そこで教育を受けた女性たちは現在教師や社会のサービス業や事務などの職業に従事している。 1973年に少女のためのバールバール小学校が開校し、共学となった。1976年にバールバール小学校は、7時から12半までの早朝学校と19時から21時までの夜間学校になった。1/5の少年が夜間学校に属し、夜間学校では社会人のための識字教育にあてられた。1979年には少年のための小学校が開校し、1983年にはZainab中学校が開校、1984年には村で最初の大学進学する少女たちが卒業した。2012年に少女のためのバールバール小学校は閉校となり、結局女生徒たちは、少女のためのDiraz Primary SchoolのAtalibat村の分校や、 少女のためのKarana Primary SchoolへとJannusan村に通うことになった。
更に、多くの村の科学ルネサンス学院たちやバールバール文化スポーツクラブやバールバール募金ファンドなどの支援がや、諸市民協会や企業協会の役割も同様の役割を果たしてきたことを知らない人はいない。バールバール文化スポーツクラブは1964年に設立された。当クラブはいくつかの責任を自身に課し、もっとも重要な関心は、若者の文化と運動に関する事項にあり、村の社会的活動に加えて、スポーツの歴史に明確で注目すべき証拠となった。 クラブは少女全体の教育現場で鍵となる役割を持ち、そこでは事実に対する反抗というものが考慮された。1994年にはバールバール女性協会が設立され、その活動は村落の女性の奉仕により提案されたプログラムを通じて実現され、2006年には各種委員会（儀式委員会、健康社会委員会など）、社会開発省に登録された公式協会を通じて実現された。
1996年には Jawadの財産に属する女性のための最初の科学財団がBani Jamraに設置された。2001年には、それはバールバールの現在の本拠地へと移され、 科学とイスラームの知識に関するイマームBaqirの名前を持つ財団となった。Jawad bin Fadlallahは学者でありイマームであるが、バーレーンでは知られていなかった。彼は1342年5月17日木曜日の夜（西暦1923年12月15日）に生まれ、 1376年から1395年（西暦1956年から1975年）の間ナジャフで学び、その後帰郷後数年間Ras Rummanで暮らした。 彼はバールバールの村の、祖先の住居に移住し、気が進まないながらも国家の公的な地位に就いていた。バーレーンの祖先の学者の何人かに関する法学書を再刊し、1437年ジュマダ月11日（2016年3月21日）に永眠した。

## 村のモスク
シェイク・アリー・イブン・ハマドモスク（Sheikh Ali bin Hamad Mosque）、緑のモスク、Al-Saleh Mosque、Sheikh mosqueなどがある。Ben Rajab msadjad mosque墓地や、スンナ派の孤児のモスクがある。

## 村の葬祭
バール・バール葬祭、Shuwaikh葬祭, イマーム・リザーの葬祭, シーア派寺院の葬祭などがある。